# Aire d'attraction de Flers
L'aire d'attraction de Flers est un zonage d'étude défini par l'Insee pour caractériser l’influence de la commune de Flers sur les communes environnantes. Publiée en octobre 2020, elle se substitue à l'aire urbaine de Flers, qui comportait 31 communes dans le dernier zonage qui remontait à 2010.

## Définition
L'aire d'attraction d'une ville est composée d’un pôle, défini à partir de critères de population et d’emploi ainsi que d’une couronne constituée des communes dont au moins 15 % des actifs travaillent dans le pôle. Le pôle d’attraction constitue ainsi un point de convergence des déplacements domicile-travail,.

## Type et composition
L’aire d'attraction de Flers est une aire intra-départementale qui comporte 38 communes dans l'Orne. 
Elle est catégorisée dans les aires de 50 000 à moins de 200 000 habitants, une catégorie qui regroupe 18,4 % au niveau national.

### Carte

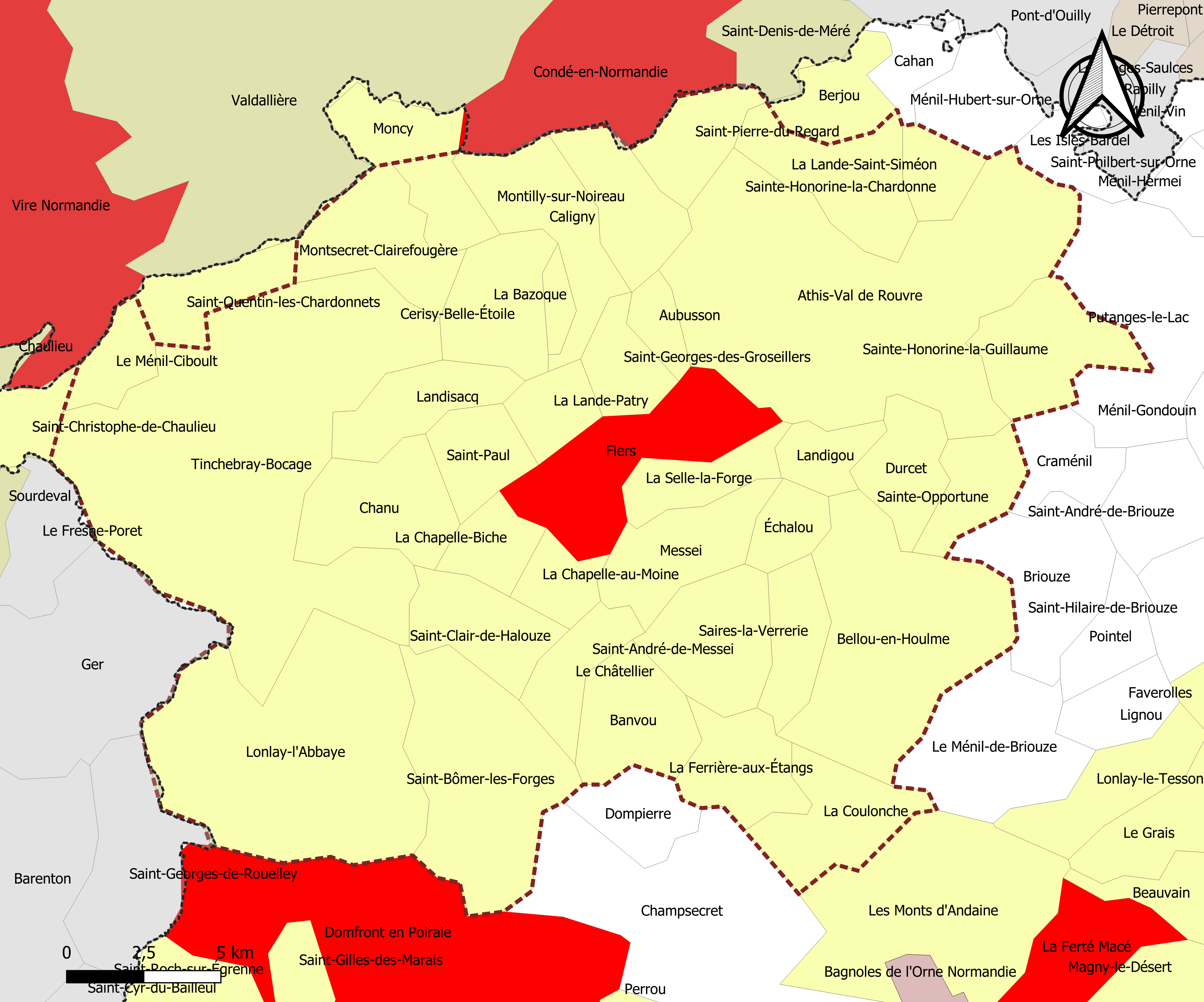
Carte de l'aire d'attraction de Flers.
Commune-centre
Commune de la couronne

### Composition communale
| Nom                           | Code Insee | Département | Statut                 | Superficie (km2) | Population (dernière pop. légale) | Densité (hab./km2) | Modifier                                    |
| ----------------------------- | ---------- | ----------- | ---------------------- | ---------------- | --------------------------------- | ------------------ | ------------------------------------------- |
| Flers (commune-centre)        | 61169      | Orne        | commune-centre         | 21,15            | 14 308 (2022)                     | 677                | modifier les données · modifier les données |
| Athis-Val de Rouvre           | 61007      | Orne        | commune de la couronne | 76,74            | 4 208 (2022)                      | 55                 | modifier les données · modifier les données |
| Aubusson                      | 61011      | Orne        | commune de la couronne | 3,90             | 396 (2022)                        | 102                | modifier les données · modifier les données |
| Banvou                        | 61024      | Orne        | commune de la couronne | 12,98            | 630 (2022)                        | 49                 | modifier les données · modifier les données |
| La Bazoque                    | 61030      | Orne        | commune de la couronne | 2,59             | 272 (2022)                        | 105                | modifier les données · modifier les données |
| Bellou-en-Houlme              | 61040      | Orne        | commune de la couronne | 38,73            | 1 031 (2022)                      | 27                 | modifier les données · modifier les données |
| Caligny                       | 61070      | Orne        | commune de la couronne | 14,97            | 845 (2022)                        | 56                 | modifier les données · modifier les données |
| Cerisy-Belle-Étoile           | 61078      | Orne        | commune de la couronne | 13,40            | 706 (2022)                        | 53                 | modifier les données · modifier les données |
| Chanu                         | 61093      | Orne        | commune de la couronne | 15,72            | 1 248 (2022)                      | 79                 | modifier les données · modifier les données |
| La Chapelle-au-Moine          | 61094      | Orne        | commune de la couronne | 5,32             | 587 (2022)                        | 110                | modifier les données · modifier les données |
| La Chapelle-Biche             | 61095      | Orne        | commune de la couronne | 6,25             | 532 (2022)                        | 85                 | modifier les données · modifier les données |
| Le Châtellier                 | 61102      | Orne        | commune de la couronne | 8,18             | 402 (2022)                        | 49                 | modifier les données · modifier les données |
| La Coulonche                  | 61124      | Orne        | commune de la couronne | 14,32            | 498 (2022)                        | 35                 | modifier les données · modifier les données |
| Durcet                        | 61148      | Orne        | commune de la couronne | 9,54             | 289 (2022)                        | 30                 | modifier les données · modifier les données |
| Échalou                       | 61149      | Orne        | commune de la couronne | 5,59             | 328 (2022)                        | 59                 | modifier les données · modifier les données |
| La Ferrière-aux-Étangs        | 61163      | Orne        | commune de la couronne | 10,93            | 1 531 (2022)                      | 140                | modifier les données · modifier les données |
| La Lande-Patry                | 61218      | Orne        | commune de la couronne | 6,60             | 1 752 (2022)                      | 265                | modifier les données · modifier les données |
| La Lande-Saint-Siméon         | 61219      | Orne        | commune de la couronne | 5,33             | 163 (2022)                        | 31                 | modifier les données · modifier les données |
| Landigou                      | 61221      | Orne        | commune de la couronne | 5,36             | 432 (2022)                        | 81                 | modifier les données · modifier les données |
| Landisacq                     | 61222      | Orne        | commune de la couronne | 10,91            | 772 (2022)                        | 71                 | modifier les données · modifier les données |
| Lonlay-l'Abbaye               | 61232      | Orne        | commune de la couronne | 53,41            | 1 118 (2022)                      | 21                 | modifier les données · modifier les données |
| Le Ménil-Ciboult              | 61262      | Orne        | commune de la couronne | 6,31             | 117 (2022)                        | 19                 | modifier les données · modifier les données |
| Messei                        | 61278      | Orne        | commune de la couronne | 13,21            | 1 819 (2022)                      | 138                | modifier les données · modifier les données |
| Montilly-sur-Noireau          | 61287      | Orne        | commune de la couronne | 11,03            | 719 (2022)                        | 65                 | modifier les données · modifier les données |
| Montsecret-Clairefougère      | 61292      | Orne        | commune de la couronne | 13,92            | 656 (2022)                        | 47                 | modifier les données · modifier les données |
| Saint-André-de-Messei         | 61362      | Orne        | commune de la couronne | 14,99            | 522 (2022)                        | 35                 | modifier les données · modifier les données |
| Saint-Bômer-les-Forges        | 61369      | Orne        | commune de la couronne | 31,08            | 1 023 (2022)                      | 33                 | modifier les données · modifier les données |
| Saint-Clair-de-Halouze        | 61376      | Orne        | commune de la couronne | 11,81            | 821 (2022)                        | 70                 | modifier les données · modifier les données |
| Saint-Georges-des-Groseillers | 61391      | Orne        | commune de la couronne | 7,06             | 3 169 (2022)                      | 449                | modifier les données · modifier les données |
| Sainte-Honorine-la-Chardonne  | 61407      | Orne        | commune de la couronne | 14,40            | 681 (2022)                        | 47                 | modifier les données · modifier les données |
| Sainte-Honorine-la-Guillaume  | 61408      | Orne        | commune de la couronne | 14,87            | 348 (2022)                        | 23                 | modifier les données · modifier les données |
| Sainte-Opportune              | 61436      | Orne        | commune de la couronne | 8,46             | 243 (2022)                        | 29                 | modifier les données · modifier les données |
| Saint-Paul                    | 61443      | Orne        | commune de la couronne | 7,96             | 652 (2022)                        | 82                 | modifier les données · modifier les données |
| Saint-Pierre-d'Entremont      | 61445      | Orne        | commune de la couronne | 6,19             | 659 (2022)                        | 106                | modifier les données · modifier les données |
| Saint-Pierre-du-Regard        | 61447      | Orne        | commune de la couronne | 9,30             | 1 335 (2022)                      | 144                | modifier les données · modifier les données |
| Saires-la-Verrerie            | 61459      | Orne        | commune de la couronne | 7,88             | 296 (2022)                        | 38                 | modifier les données · modifier les données |
| La Selle-la-Forge             | 61466      | Orne        | commune de la couronne | 8,32             | 1 396 (2022)                      | 168                | modifier les données · modifier les données |
| Tinchebray-Bocage             | 61486      | Orne        | commune de la couronne | 90,88            | 4 850 (2022)                      | 53                 | modifier les données · modifier les données |